# マーク・フランソワ

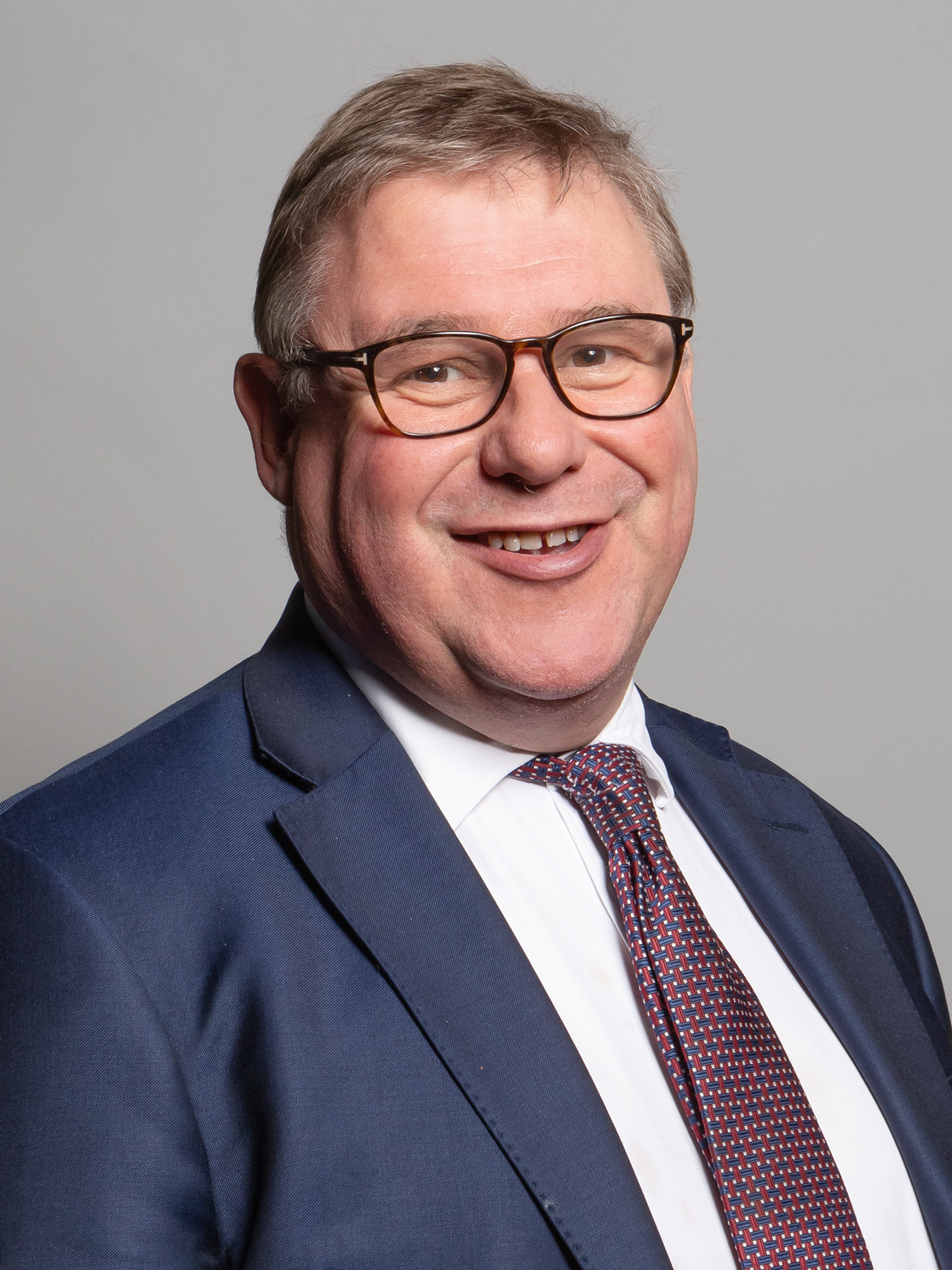
フランソワの公式写真

マーク・ジノ・フランソワ（Mark Gino Francois、[frɑːnˈswɑː]、1965年8月14日 - ）は、イギリスの政治家。保守党所属の庶民院議員。欧州懐疑派の欧州研究会に所属し、会長を務めている。

## 概要
ロンドン・イズリントン出身。父は技術者。母はイタリア出身のオペア。
1986年、ブリストル大学卒業。大学在学中に国防義勇軍に入隊し、1989年に除隊した。最終階級は陸軍中尉。
大学卒業後はロイズ銀行を経て、ロビー活動会社のMarket Access Internationalに勤務した後、1996年にロビイストとして独立し、Francois Associatesを立ち上げた。
2001年の総選挙でレイリー選挙区（2010年にレイリー・アンド・ウィックウォード選挙区へと改区）から出馬し、初当選した。以後、現在まで連続当選している。
キャメロン内閣では国務大臣を複数回歴任した。
2022年、下院の演説で日本人のことを"Japs"として言及した。